# Felix Arnošt Heller
Felix Arnošt Heller (4. dubna 1924, Slaný – 18. listopadu 1943, Biskajský záliv) byl československý příslušník britského královského letectva, četař 311. bombardovací perutě. Společně se svou sestrou patřil mezi tzv. Wintonovy děti. Zemřel během plnění bojového úkolu v listopadu 1943 ve svých devatenácti letech nad Biskajským zálivem.

## Život
Narodil se 4. dubna 1924 do židovské rodiny Evžena Hellera a Marty Hellerové ve Slaném. Roku 1927 se rodina přestěhovala do Prahy. Společně se starší sestrou Editou patřil mezi zachráněné děti, kterým se roku 1939 podařilo odcestovat Wintonovým kindertransportem do Velké Británie.
Po příjezdu do Anglie se dospívajícího Felixe ujal pan Edward S. Andrews z Londýna, který jej vychovával a živil do 18 let. Bydlel a pracoval na farmě Woodhill. Felix Heller se roku 1942 rozhodl přidat k československé zahraniční armádě. Podal přihlášku a prezentován byl dne 18. června 1942. Dne 7. listopadu 1943 byl převelen osádce kapitána Metoděje Šebely.

### Zmizení letadla
Dne 18. listopadu 1943 se jejich letoun (Liberator BZ872 E) nevrátil z hlídkového letu nad Biskajským zálivem, kde se pohyboval s úkolem sledovat německé lodě a ponorky.
Tentýž den kolem 13:00 hodin dorazilo hlášení o nutné nouzové přistání. Radiotelegrafisté se s letadlem opakovaně snažili spojit až do 13:50 hodin. Kde se letadlo zřítilo není do dnešních dní zcela jasné. Prostor jejich působení byl nad celým Biskajským zálivem. Je ovšem možné vycházet z žádostí o přistání na základně v St. Eval. Letadlo se tedy mohlo nacházet nad hladinou mezi Bretaní a Cornwallem.
Sestřel britského Liberatoru v prostoru nad Biskajským zálivem, západně od Brestu, si nárokoval německý poddůstojník Paul Puckedorf. Tehdy Šebelova osádka signalizovala poruchu motoru a žádost o nutné přistání.
Další indicií je komunikace dvou pilotů stíhacích Messerschmittů Bf 109G Oblt. Wilhelma Steineckeho a Uffz. Paula Turkovitche. Tito příslušníci Luftwaffe si totiž tohoto dne nárokovali sestřel u Brestu. Dle Němců mělo k sestřelení Liberatoru dojít ve výšce asi 200 metrů, přesně tak vysoko se hlídky RAF pohybovaly nad hladinou.
Těla všech členů osádky nebyla nikdy nalezena, nejdříve byli prohlášení za nezvěstné a po několika měsících za mrtvé. Na francouzském pobřeží bylo nalezeno pouze tělo palubního mechanika Linharta Fajta, ten byl později pohřben na hřbitově v Bayeux.

## Rodina
Hellerovu rodinu pro židovský původ postihla represe a perzekuce nacistické moci. Oba rodiče byli roku 1942 zavražděni v nacistickém vyhlazovacím táboře Malý Trostinec v Bělorusku.  Hellerova o 3 roky starší sestra Edita žila ve Velké Británii. Zemřela roku 1977 v kanadském Torontu.

## Ocenění
- Felix Heller byl posmrtně 1. února 1947 jmenován rotmistrem a zároveň povýšen na štábního rotmistra letectva v záloze.[7]
- Felixe Arnošta Hellera od 11. listopadu 2016 připomíná pamětní deska v Soukenické ulici ve Slaném.[8]
- Hellerův životní příběh byl zpracován ve studii Osud slánského rodáka Felixe Arnošta Hellera, příslušníka RAF. Studie byla uvedena během historické konference Slaný a Slánsko ve XX. století v roce 2013, ze které vzešel tištěný sborník.[9]